# Yves Guyon

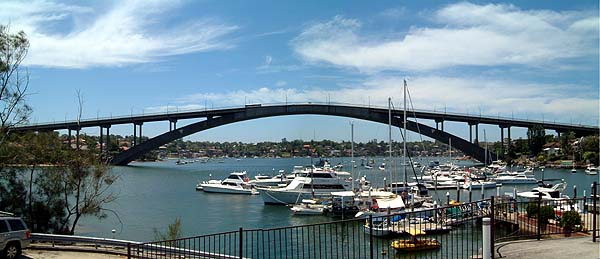
Gladesville-Brücke

Yves Guyon  (* 1899; † 10. Dezember 1975 in Paris) war ein französischer Bauingenieur.
Guyon studierte ab 1918 an der École polytechnique. Nach Teilnahme am Ersten Weltkrieg war er bei Renault und von 1928 bis 1935 Chefingenieur bei der französischen Filiale des amerikanischen Herstellers von Straßenbaumaschinen Blaw-Knox. Er war ab 1934 technischer Leiter bei der Baufirma Société des grands travaux en béton armé  (GTBA), ab 1942 bei Campenon Bernard und ab 1943 enger Mitarbeiter des Stahlbetonpioniers Eugène Freyssinet in dessen Firma STUP. 
Bei Freyssinet widmete er sich dem Studium des Spannbetons, wofür er in Frankreich ein Pionier war mit wichtigen Arbeiten, aber auch international einflussreich war. 1957 wurde er Professor für Spannbeton am Centre des Hautes Études de la Construction (CHEBAP) der Fédérations du Bâtiment et des Travaux Publics.
1972 erhielt er die Goldmedaille der Institution of Structural Engineers. 
1961 bis 1966 war er Präsident der internationalen Gesellschaft für Spannbeton (Fédération internationale de la Précontrainte, fip). 
Zu seinen Bauwerken gehört die Gladesville-Brücke.

## Schriften
- Béton précontraint. Étude théorique et expérimentale, 2 Bände, Éditions Eyrolles, Paris, 1958 (Vorwort Eugène Freyssinet)
- Constructions en béton précontraint – Classes. États limites (cours du CHEBAP), 2 Bände, Éditions Eyrolles, 1966, 1968
- Calcul des ponts-dalles, 2 Teile, Annales des Ponts et Chaussées, 1949, Nr. 5, 6
- Calcul des ponts larges à poutres multiples solidarisées par des entretoises. Application aux planchers ,  Annales des Ponts et Chaussées, 1949, Nr. 5